# آریل روزادا
آریل روزادا (انگلیسی: Ariel Rosada؛ زادهٔ ۱۱ آوریل ۱۹۷۸) بازیکن فوتبال اهل آرژانتین است.
از باشگاه‌هایی که در آن بازی کرده‌است می‌توان به باشگاه فوتبال بانفیلد، باشگاه فوتبال آزد آلکمار، باشگاه فوتبال بوکا جونیورز، باشگاه فوتبال نیولز اولد بویز، و باشگاه فوتبال سلتاویگو اشاره کرد.